# お庭番望月蒼司朗参る!
『お庭番望月蒼司朗参る！』（おにわばんもちづきそうしろうまいる！）は、流星香による日本のライトノベル。イラストは榊空也が担当している。B's-LOG文庫→ビーズログ文庫→ビーズログ文庫アリス（エンターブレイン→KADOKAWA）より2008年11月から2016年10月まで刊行された。コミックビーズログ エアレイド（エンターブレイン）にて天海寿也の作画によりコミカライズされた。

## 登場人物
声はドラマCDのもの。
望月 蒼司朗
声 - 梶裕貴
本作の主人公。従兄弟である清志郎と特に仲が良く、優秀な清志郎に憧れ、それに近づけるよう努力する。学年一小さく、本人も小柄であることをコンプレックスとしているため、背丈のことを言われると怒る。また小さ過ぎて人ごみでは簡単に見失ってしまうため、常に持っている枝打ち斧が目印とされる。素直で心優しい少年だが、自分に対しては厳しく接する。周囲の信頼に早く応えようと無理をして、周囲に心配をかけることも少なくない。自分が何をできるか、すべきかを常に考えており、目標を達成するために努力を惜しまない。
巌手から帝都にいる伯父家族のもとに来て、父のような一人前の立派な植木屋になるために修行をしているが、帝都の四神様のお世話をする「奥庭のお庭番」も兼ねている。帝都に蟲が出て来た時「天の戦士」となって蟲を浄化する。この時四神の力により枝打ち斧が槍に、服が戦鎧に変化する。初期の頃は変化を解いた瞬間眠ったり病院送りになったりと大変だったが、疲労回復によく効く「帝都のよく効く薬」（蟲を浄化した物で作られる）を飲んでいたり、毎日の神官修行努力により改善されている模様である。
事故で両親を亡くし、蒼司朗本人も大怪我を負ったあと、リハビリのために始めた剣道は剣豪揃いの巌手の中学剣道大会で優勝するほどの腕前。「巌手のブルームーン」という二つ名を持つ。また、樹木を一気に駆け上がることができるほど運動神経が高く、神官の代理として舞を踊るため修行を短期間だが行っていたため、ある程度は踊れる模様。
望月家の家宝で父の形見でもある「緑の石」を常に肌身離さず持っており、ピヨ四神（声 - 矢作紗友里）がその力を利用した時激怒した。
望月 清志朗
声 - 浪川大輔
主人公の従兄弟で。成績優秀、品行方正な優等生で学級委員を務める。蒼司朗の最も信頼する人物。清志郎本人は「自分は蒼司朗が思うほど優秀でも、優しくもない」という素直で頑張りやの蒼司朗に劣等感を抱くと共に、常に蒼司朗の手本であろうと行動する。そのため、木の下に埋めた仮死状態の蟲を掘り起こそうとした時には蒼司朗に隠して行動していた。
いつも穏やかに微笑み、周囲を気遣うが、蒼司朗が危険な目に遭うと人が変わる。望月造園の跡取り息子で父や祖父の様な立派な庭師になるために蒼司朗と共に修行中。
篠原勇輝
声 - 鈴木達央
白虎神社の巫市であり、白虎の戦士にして若様の守役。蒼司朗と同学年。
行動は乱暴で口が悪いが、心根は優しい。四神の戦士の中で最も早い足を持つ。（そのため、四神変化の後危険な状態となった蒼司朗を病院に運ぶこともある。）
蒼司朗がお庭番であることを認めないということがよくあるが、それは蒼司朗がお庭番であることから逃げたくなった時自分のせいにして逃げることができるようにするため。
内心では蒼司朗がお庭番であることを認め、とても気にかけている。
安藤奏
帝都学園中学校二年生。青龍神社の巫であり青龍の戦士。
表面上とても素直ないい子を演じているが、実はとても腹黒い。
四神の戦士の中で一番年下であるため皆に子供扱いされるのを不満に思っている。
蔵田実親かか
帝都学園高等部三年生。玄武神社の巫であり玄武の戦士。
いつも穏やかだが、抜け目がない。後輩（特に篠原勇輝、蒼司朗、安藤奏）をいじるのが好きだが自分がいじられても喜ぶ。
芙蓉薫子
白百合女学院高等部三年生。朱雀神社の巫であり朱雀の戦士。
絶世の美女であり、男女問わず高い人気を誇る。
映璃
声 - 松岡禎丞
帝都学年高等部一年生。見目麗しい帝都城の若様で、次の帝。
蟲に好かれる体質で、蟲の放つ邪気に当てられ体調を崩すことが多い。そのため多くの人々には身体が弱いと思われている。
（しかし「春体祭と甘い虹」にて、とても足が速いことが判明した。）

## 既刊一覧

### 小説
- 流星香（著） / 榊空也（イラスト） 『お庭番望月蒼司朗参る！』 エンターブレイン→KADOKAWA〈B's-LOG文庫→ビーズログ文庫→ビーズログ文庫アリス〉、全24巻
  1. 「始まりの庭と帝都のちびっ子四神」2008年11月15日発売[3]、ISBN 978-4-7577-4476-9
  2. 「緑の石とキネマの休日」2009年4月15日発売[4]、ISBN 978-4-7577-4826-2
  3. 「神官修行と審判の日」2009年8月12日発売[5]、ISBN 978-4-7577-5063-0
  4. 「蟲喰いメロンと新嘗祭」2009年12月14日発売[6]、ISBN 978-4-04-726192-1
  5. 「溜まった穢れと大祓」2010年4月15日発売[7]、ISBN 978-4-04-726477-9
  6. 「新春の儀と異国の姫君」2010年8月12日発売[8]、ISBN 978-4-04-726702-2
  7. 「御前試合と美味しいご褒美」2010年12月15日発売[9]、ISBN 978-4-04-726927-9
  8. 「追儺の儀式と最強の炒り豆」2011年4月15日発売[10]、ISBN 978-4-04-727206-4
  9. 「桃花祭と奪われた宝冠」2011年8月11日発売[11]、ISBN 978-4-04-727440-2
  10. 「更衣の祓いとお引っ越し」2011年12月15日発売[12]、ISBN 978-4-04-727707-6
  11. 「入学式と不思議の色石」2012年3月15日発売[13]、ISBN 978-4-04-727908-7
  12. 「朧月夜と困った春雨」2012年7月14日発売[14]、ISBN 978-4-04-728196-7
  13. 「春体祭と甘い虹」2012年11月15日発売[15]、ISBN 978-4-04-728519-4
  14. 「石の卵と記念品」2013年3月15日発売[16]、ISBN 978-4-04-728811-9
  15. 「予期せぬ客と食えない焼き餅」2013年8月12日発売[17]、ISBN 978-4-04-729081-5
    - 絵本付特装版：同日発売[18]、ISBN 978-4-04-729082-2

  16. 「へっぽこ幻獣使いと神殺しの宴」2013年12月14日発売[19]、ISBN 978-4-04-729330-4
  17. 「内緒の蟲とお子さまの特権」2014年4月14日発売[20]、ISBN 978-4-04-729606-0
  18. 「迷子のウサギと大人の裏事情」2014年9月13日発売[21]、ISBN 978-4-04-729888-0
    - CD付特装版：同日発売[22]、ISBN 978-4-04-729889-7

  19. 「お気に入りとやっかいな人質」2015年1月15日発売[23]、ISBN 978-4-04-730180-1
  20. 「帝都城の小さな四神様」2015年6月15日発売[24]、ISBN 978-4-04-730570-0
  21. 「夜の散歩と空飛ぶカエル」2015年10月15日発売[25]、ISBN 978-4-04-730706-3
  22. 「勿忘草と止まった時計」2016年2月15日発売[26]、ISBN 978-4-04-730909-8
  23. 「ヘンペルのカラスと希望の種」2016年6月15日発売[27]、ISBN 978-4-04-734151-7
  24. 「夏越祓と明日の約束」2016年10月15日発売[28]、ISBN 978-4-04-728011-3

### 漫画
- 流星香（原作） / 榊空也（キャラクター原案） / 天海寿也（作画） 『お庭番望月蒼司朗参る!』 エンターブレイン〈ビーズログコミックス〉、全2巻
  1. 2012年3月15日発売[29]、ISBN 978-4-04-727900-1
  2. 2013年4月1日発売[30]、ISBN 978-4-04-728769-3